# Dorothy Hindman

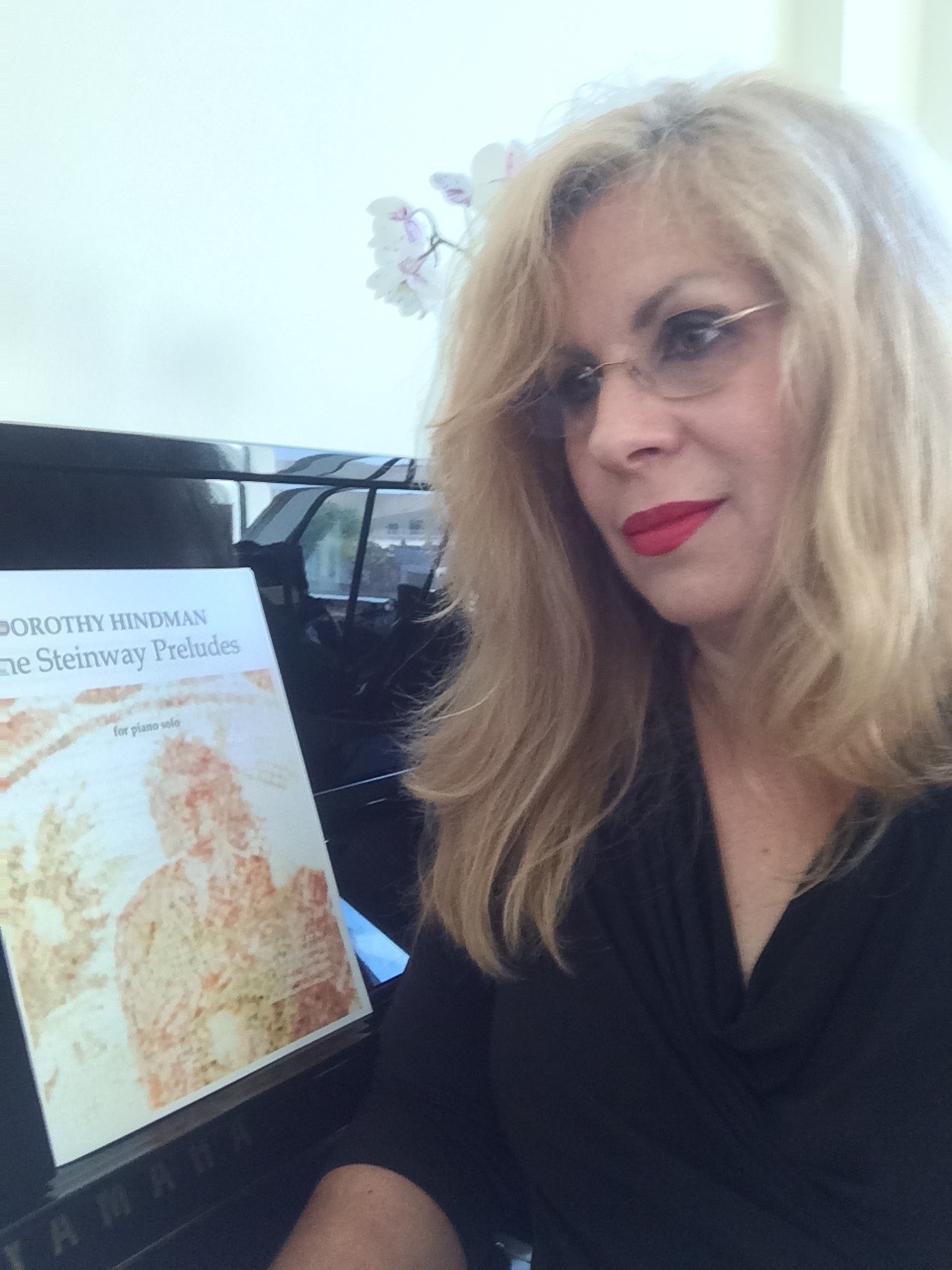
Dorothy Hindman

Dorothy Elliston Hindman (* 13. März 1966 in Miami) ist eine US-amerikanische Komponistin und Musikpädagogin.

## Leben
Hindman begann im Alter von 19 Jahren ein Kompositionsstudium an der University of Miami, das sie magna cum laude abschloss. Sie setzte ihr Studium an der Duke University bei Stephen Jaffe und Thomas Oboe Lee und ab 1990 an der University of Miami bei Dennis Kam fort. Daneben war sie 1994 am Atlantic Center for the Arts Schülerin von Louis Andriessen. Sie unterrichtete Musiktheorie und Komposition am Birmingham-Southern College in Birmingham (Alabama) und ist Gründungsmitglied und Präsidentin der Birmingham Art Music Alliance. 2010 kehrte sie an die University of Miami zurück, wo sie als Associate Professor an der Frost School of Music Komposition lehrt.
Ihre Werke wurden von Musikern und Ensembles wie den Perkussionisten Evelyn Glennie, Scott Deal und Stuart Gerber, dem Bassisten Robert Black, der Geigerin Karen Bentley Pollick, dem Gitarristen Paul Bowman, den Cellisten Craig Hultgren und Hugh Livingston, dem Hornisten Paul Basler, dem Alabama Symphony Orchestra, den Alabama Operaworks, dem Uncommon Practice New Music Ensemble, dem Thamyris New Music Ensemble und den Gregg Smith Singers aufgeführt und beim Label Living Artist Recordings veröffentlicht. Sie war 2004 Gewinnerin des Wettbewerbes der International Society of Bassists Solo Composition und des Nancy Van de Vate International Composition Prize für Oper, erhielt 2005 den Almquist Choral Composition Award und 2009 eine Escape to Create Residency für das Seaside Institute. Hindman ist mit dem Komponisten Charles Norman Mason verheiratet.

## Werke
- Beijing für Jugendorchester, 1989
- Soliloquy für Klarinette, 1991
- Forward Looking Back, Klaviersuite, 1991–92
- Fury's Chalice für Bläseroktett, 1992
- Beyond the Cloud of Unknowing für Marimba, 1992
- Chemistry für Kammerorchester, 1993
- I Have Heard… für Chor, 1993, 1996
- From Censer Smoke… für Sopran, Flöte, Violine, Gitarre und Marimba, 1994
- drowningXnumbers für verstärktes Cello, 1994–95
- Dances für Klarinette, Marimba und Klavier, 1996
- Echo für Horn, 1996
- fin de cycle für Klavier und Tonband, 1996
- Three Songs of Reminiscence für Tenor und Klavier, 1997
- Trembling für Flöte, 1998
- Resurrection, an Easter choral anthem, 1998
- Incarnation, a Christmas choral anthem, 1998
- Pandora's Box, Jugendoper für Kinderchor und Klavier, 1999
- Magic City für Orchester, 1999
- With Sighs too Deep for Words…, Konzert für Cello und Orchester, 2000
- Louise: the Story of a Magdalen, Oper, 2002
- Jerusalem Windows für Violine, Cello und Klavier, 2002
- Setting Century für Orchester, 2003
- Drift für Saxophonquartett, 2003
- Taut für Gitarrenquartett, 2003
- Strata für Orchester, 2004
- Time Management für Kontrabass, 2004
- Needlepoint für Gitarre, 2004
- The Steinway Preludes für Klavier, 2004
- Tonal Music für Mobiltelephone, 2004
- Lost in Translation für Sopransaxophon und Klavier, 2005
- Monumenti für Violine und Cello, 2005
- centro für Violine und Klavier, 2005
- Scintille für Orchester, 2006
- Is this then a touch? für Bariton und Klavier, 2006
- Tapping the Furnace für Perkussion, 2006
- Italian Dreams, Soundfile für ein Video, 2006
- Three Small Gestures für Violine und Gitarre, 2006
- Nine Churches für Gitarrenquartett und Kammerorchester, 2006–07
- The Pillow Book, Liedzyklus für Mezzosopran, Saxophon, Violine, Cello und Klavier, 2008
- Urban Myths für Jugendorchester, 2009
- Prothalamia: A Celebration of Marriage for All für Männerchor und Orgel, 2010
- Cascade für Saxophon-Ensemble, 2012
- 1000 Swimmers in the Canals für 2 Elektrische Gitarren, Keyboard und Live-Elektronik, 2013
- Heroic Measures für Klarinette, Violine und Klavier, 2014
- Setting Century für Orchester, 2015
- Orchids Grow Here, Fanfare für Orchester, 2019

## Weblink
- Homepage von Dorothy Hindman